# 麻生俊介
麻生 俊介（あそう しゅんすけ、1934年9月19日 -  2018年2月20日）は、日本の経営者。愛媛銀行頭取を務めた。

## 来歴・人物
愛媛県出身。1958年に松山商科大学商経学部を卒業し、同年に伊予銀行に入行した。1987年6月に取締役に就任し、1993年6月に常務、1995年6月に専務を経て、1998年6月には頭取に就任。2005年6月に会長に就任。
2005年11月に旭日中綬章を受章。
2018年2月20日、心不全のために死去。83歳没。